# ولکی یوجزد
ولکی یوجزد (به چکی: Velký Újezd) یک منطقهٔ مسکونی و market town در جمهوری چک است که در Olomouc District واقع شده‌است.

## خصوصیات
ولکی یوجزد ۶٫۸۲ کیلومترمربع مساحت و ۱٬۲۷۷ نفر جمعیت دارد و ۳۶۹ متر بالاتر از سطح دریا واقع شده‌است.